# Ligusticopsis pseudodaucoides
Ligusticopsis pseudodaucoides är en växtart i släktet Ligusticopsis och familjen flockblommiga växter.
Arten är en perenn ört som förekommer i Yunnan i Kina. Den beskrevs först som Ligusticum pseudodaucoides av Hua Peng och Yin-Zheng Wang 1998, och fick sitt nu gällande namn av Michail Pimenov och Jevgenij Kljujkov 1999.